# TAM Aviação Executiva
TAM Aviação Executiva (бывшая TAM — Táxi Aéreo Marília) — бразильская авиакомпания со штаб-квартирой в Сан-Паулу, осуществляющая чартерные пассажирские и грузовые перевозки, а также предоставляющая услуги по ремонту и техническому обслуживанию воздушных судов.
Компания была основана бизнесменом Ролимом Амару в 1961 году и никогда не входила в состав флагманской авиакомпании страны TAM Airlines, вместе с тем являясь дочерним предприятием всего авиационного холдинга TAM Group.

## История
Несмотря на то, что TAM — Táxi Aéreo Marília и ТАМ Transportes Aéreos Regionais принадлежали одному холдингу TAM Group, оба перевозчика были независимыми компаниями, работающими на раздельных рынках пассажирских перевозок: первая была образована 7 января 1961 года и предоставляла услуги аэротакси, вторая компания была сформирована в 1975 году и работала на региональных маршрутах между аэропортами внутри страны. При этом, опыт TAM — Táxi Aéreo Marília был использован бизнесменами Амару при создании региональной группы в 1975 году и в дальнейшем авиакомпании TAM Airlines.
Своё первоначальное название компания получила в честь муниципалитета Марилия (штат Сан-Паулу), родом из которого были пятеро первых пилотов авиакомпании. TAM — Táxi Aéreo Marília начала осуществление грузопассажирских перевозок из Сан-Паулу в штаты Парана и Мату-Гросу на четырёх самолётах Cessna 180 и одном Cessna 170.
В 1964 году владелец сельскохозяйственных предприятий в штате Сан-Паулу Орландо Ометту приобрёл половину акций авиакомпании, намереваясь использовать её самолёты для нужд собственной фирмы и филиалов в центральной части Бразилии. Несколько лет спустя бизнесмен выкупил авиакомпанию в полное владение.
В 1966 году TAM — Táxi Aéreo Marília приобрела несколько двухмоторных самолётов Piper Aztec, Piper Navajo и Rockwell Grand Commander, а также перенесла собственную штаб-квартиру из Марилии в Сан-Паулу.
В 1971 году в процессе реорганизации деятельности авиакомпания вошла в полосу финансового кризиса. Владелец перевозчика Ометту пригласил на работу бывшего пилота и бывшего совладельца TAM — Táxi Aéreo Marília Ролима Амару, который несколько лет назад покинул компанию и занялся созданием собственной авиакомпании, специализирующейся на предоставлении услуг аэротакси. Амару предлагалось ликвидировать собственную компанию, снова приобрести часть собственности TAM — Táxi Aéreo Marília и заняться выводом её из кризисного состояния. В ответ Амару поставил условие, что если он в течение года выводит авиакомпанию в прибыль, то он получает ровно половину её собственности. Договор между бизнесменами был подписан в апреле 1972 года.
В конце 1972 года Амару продал весь самолётный парк авиакомпании и на вырученные деньги без посредников приобрёл десять лайнеров Cessna 402. В течение 12 месяцев Ролим Амару выполнил свою часть сделки, выведя TAM — Táxi Aéreo Marília в прибыль, и согласно условиям договора получил 50 % собственности авиакомпании.
В 1974 году TAM — Táxi Aéreo Marília приобрела два реактивных самолёта Learjet, один из которых был куплен в обмен на 33%-ную долю владельцу самолёта Тиау Майя. В следующем году собственников перевозчика снова осталось двое — Майя реализовал свою долю бизнесмену Ометту. Данная сделка стала причиной резкого ухудшения взаимоотношений между Амару и Ометту и в результате девятимесячных переговоров Амару выкупил у Ометту его долю за 2 миллиона долларов США с рассрочкой платежей в течение оговоренного времени.
Несмотря на продажу одного реактивного самолёта и реализации некоторых других активов, Амару оказался не в состоянии собрать требуемую сумму для расчётов по сделке. В рамках снижения всех издержек и затрат, бизнесмен пошёл даже на временную отмену страховки воздушных судов. По странному стечению обстоятельств, 24 сентября 1977 года, на следующее утро после восстановления полного объёма страховки, на подходе к аэропорту Сантос-Дюмон разбился реактивный самолёт Learjet. Человеческих жертв в результате инцидента удалось избежать, однако сам лайнер восстановлению уже не подлежал. Полученные от страховой компании средства и деньги от реализации активов компании в конечном счёте позволили Амару рассчитаться по сделке и вступить в полноправное владение авиакомпанией TAM — Táxi Aéreo Marília.
В настоящее время TAM Aviação Executiva полностью принадлежит семье Амару, обслуживает в числе прочего бизнес-перевозки TAM Group, однако не является дочерним предприятием флагманской авиакомпании TAM Airlines, и потому не входит в формируемый авиационный холдинг LATAM Airlines Group.

## Флот
Воздушный флот авиакомпании TAM Aviação Executiva составляют самолёты следующих моделей:
- Cessna Citation X
- Cessna Citation XLS
- Cessna Citation Excel
- Cessna Citation II
- Cessna Citation III
- Cessna Citation V
- Cessna Citation CJ2
- Cessna Citation CJ3
- Cessna Caravan C208B
- Bell 407